# Todor Stanca
Todor Stanca (n. 29 noiembrie 1884, Sânmihaiu de Câmpie – d. secolul XX) a fost un delegat în Marea Adunare Națională de la Alba Iulia, organismul legislativ reprezentativ al „tuturor românilor din Transilvania, Banat și Țara Ungurească”, cel care a adoptat hotărârea privind Unirea Transilvaniei cu România, la 1 decembrie 1918.:p.128

## Biografie
Todor Stanca a finalizat școala primară, ulterior, continuând să fie agricultor.:p.128

## Activitatea politică

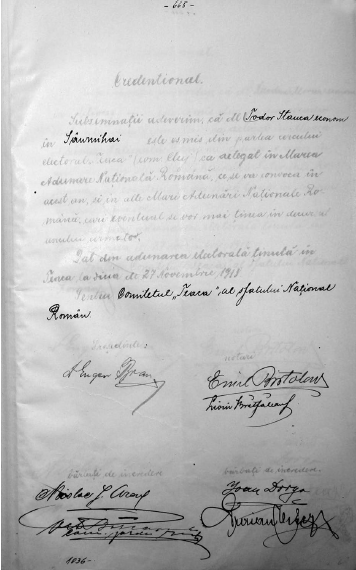
Credenționalul Cercului electoral Teaca, în care scrie ca Todor Stanca a fost ales, la data de 27 noiembrie 1918, deputat în Marea Adunare Națională de la Alba Iulia

Todor Stanca a fost membru al Consiliului Național Român Central, la nivelul localității Teaca. Ca deputat în Adunarea Națională din 1 decembrie 1918, Todor Stanca a reprezentat centrul electoral din Teaca:p.128:p.70.